# پائولو کالدارلا
پائولو کالدارلا (انگلیسی: Paolo Caldarella; ۲۰ سپتامبر ۱۹۶۴ – ۲۷ سپتامبر ۱۹۹۳) بازیکن واترپلو اهل ایتالیا بود.